# ロシア連邦大統領特殊プログラム総局
ロシア連邦大統領特殊プログラム総局（ロシアれんぽうだいとうりょうとくしゅプログラムそうきょく、ロシア語: Главное управление специальных программ Президента、略称：ロシア語: ГУСП）は、ロシア連邦の地下シェルター等の特殊施設の建設・運営・維持を担当する機関である。
公式にはロシア・ソビエト連邦社会主義共和国閣僚会議総務局第5局が前身とされているが、当時、連邦レベルで同種の業務を実際に担当していたのは、ソ連国家保安委員会（KGB）第15局であったことに注意を要する。KGB第15局は、ソ連指導部の地下シェルター、秘密地下鉄「メトロ-2」（Метро-2）、秘密地下道の建設・運営・維持を担当していた。

## 歴史
公式な説明によると、特殊プログラム総局の前身はロシア・ソビエト連邦社会主義共和国閣僚会議総務局第5局であるとされ、閣僚会議総務局第5局の発足日は1977年1月6日である。
1991年8月5日、第5局は大統領府に移管され、1992年9月24日、ロシア大統領府特殊プログラム計画・実現局に改編された。
1994年1月5日、特殊プログラム計画・実現局が改編され、ロシア連邦大統領府特殊プログラム総局が創設された。当初は、大統領府に所属する部署だったが、1998年4月30日、大統領直属の連邦執行権力機関となった。2004年9月7日、総局規程承認。

## 組織
2004年9月7日付大統領令によれば、特殊プログラム総局は、2人の副総局長と5つの局を有するとされている。
- ロシア連邦大統領附属特殊施設局 - 俗称「モグラ」（кроты）
- 運用技術局 - 俗称「雄鶏」（петухи）

## 歴代総局長
- ワシーリー・フロロフ Василий Фролов （1994年～1998年）
- ヴィクトル・ゾリン Виктор Зорин （1998年～2000年）
- アレクサンドル・ツァレンコ Александр Царенко （2000年～2011年10月31日）
- ドミートリー・ルイシコフ Дмитрий Рыжков （2011年10月31日～2014年3月10日）
- ウラジスラフ・メニシチコフ Владислав Меньщиков （2014年3月10日～2015年4月7日）
- アレクサンドル・リネツ Александр Линец （2015年4月7日～）